# سفر سريع
السفر السريع هو ميكانيكا شائعة في ألعاب الفيديو، خاصة تلك التي تأخذ مكانًا في عوالم مفتوحة. يتيح السفر السريع لشخصية اللاعب التنقل الفوري بين المواقع المكتشفة مسبقًا في اللعبة، دون الحاجة إلى اجتياز تلك المسافة في الوقت الفعلي.
عادةً ما تكون هناك نقاط للسفر السريع موجودة في اللعبة. عندما يكتشف اللاعب هذه النقاط، يمكنه استخدامها للانتقال الفوري بينها دون الحاجة إلى المشي أو استخدام وسائل النقل الأخرى في اللعبة. يمكن أن يكون هذا مفيدًا بشكل كبير في توفير الوقت وتقليل الملل من تكرار المهمات ذات الطول الكبير.
عند استخدام السفر السريع، قد يمر الوقت داخل اللعبة بشكل طبيعي أو يتغير الزمن لتوفير تجربة فريدة. يمكن أن يتم السفر السريع بواسطة وسائل سحرية أو تكنولوجية في اللعبة، وفي بعض الأحيان يتم تصوير اللاعب بين النقاط المختلفة بطرق مبدعة مثل الانتقال الفوري أو الانتقال عبر بوابات.

## أنظر أيضا
- الاعوجاج (الألعاب)